# By a Woman's Wit
By a Woman's Wit er en amerikansk stumfilm fra 1911 af Sidney Olcott.

## Medvirkende
- Jack J. Clark som Jaspers
- Robert Vignola
- Alice Hollister som Pamela